# Azay-le-Rideau
Azay-le-Rideau [azɛ lə ʁido] ist eine französische Stadt mit 3415 Einwohnern (Stand 1. Januar 2022) im Département Indre-et-Loire in der Region Centre-Val de Loire; sie gehört zum Arrondissement Tours und zum Kanton Chinon. Die Einwohner Azays werden Ridellois bzw. Ridelloises genannt.

## Lage

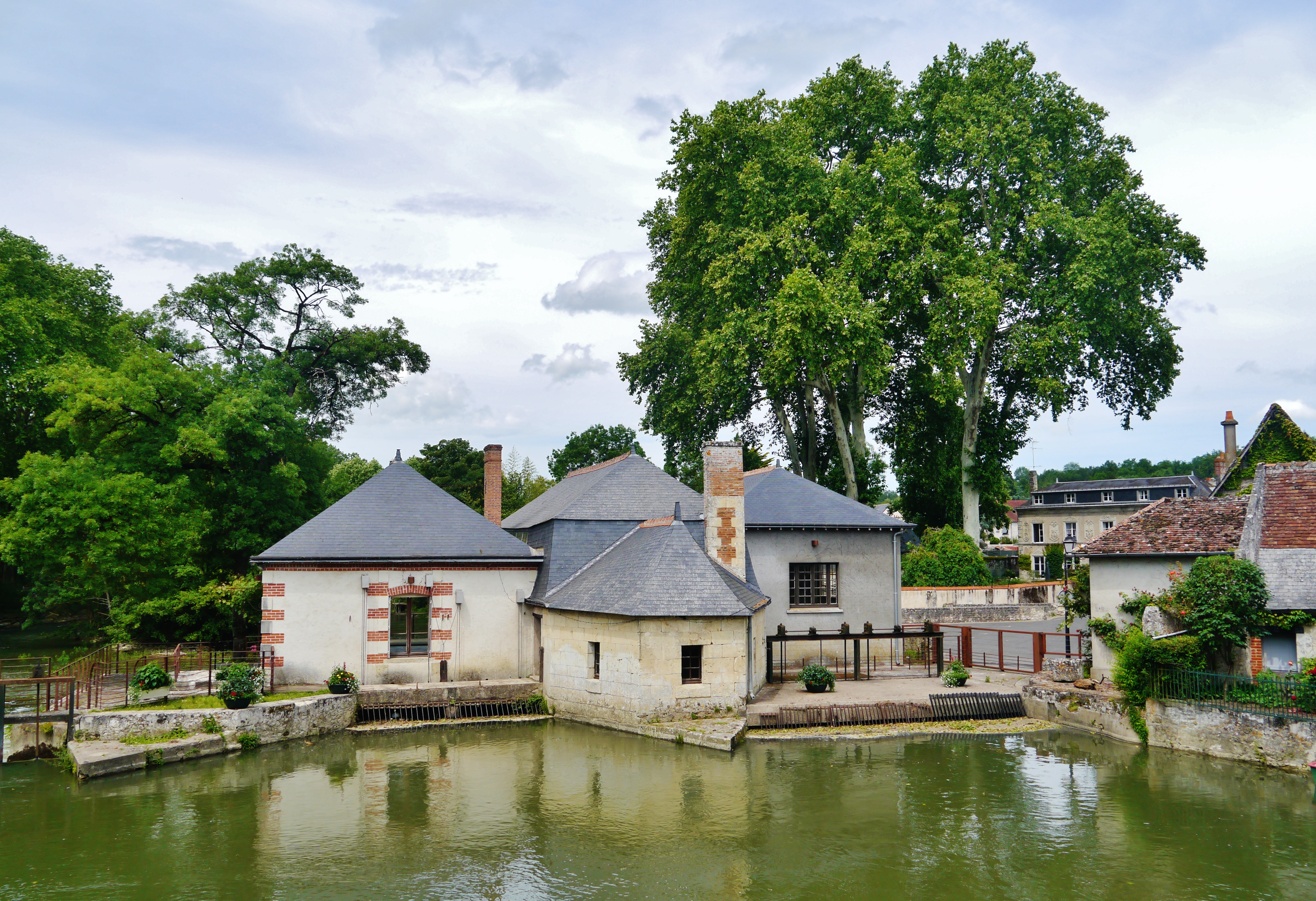
Mühle an der Indre

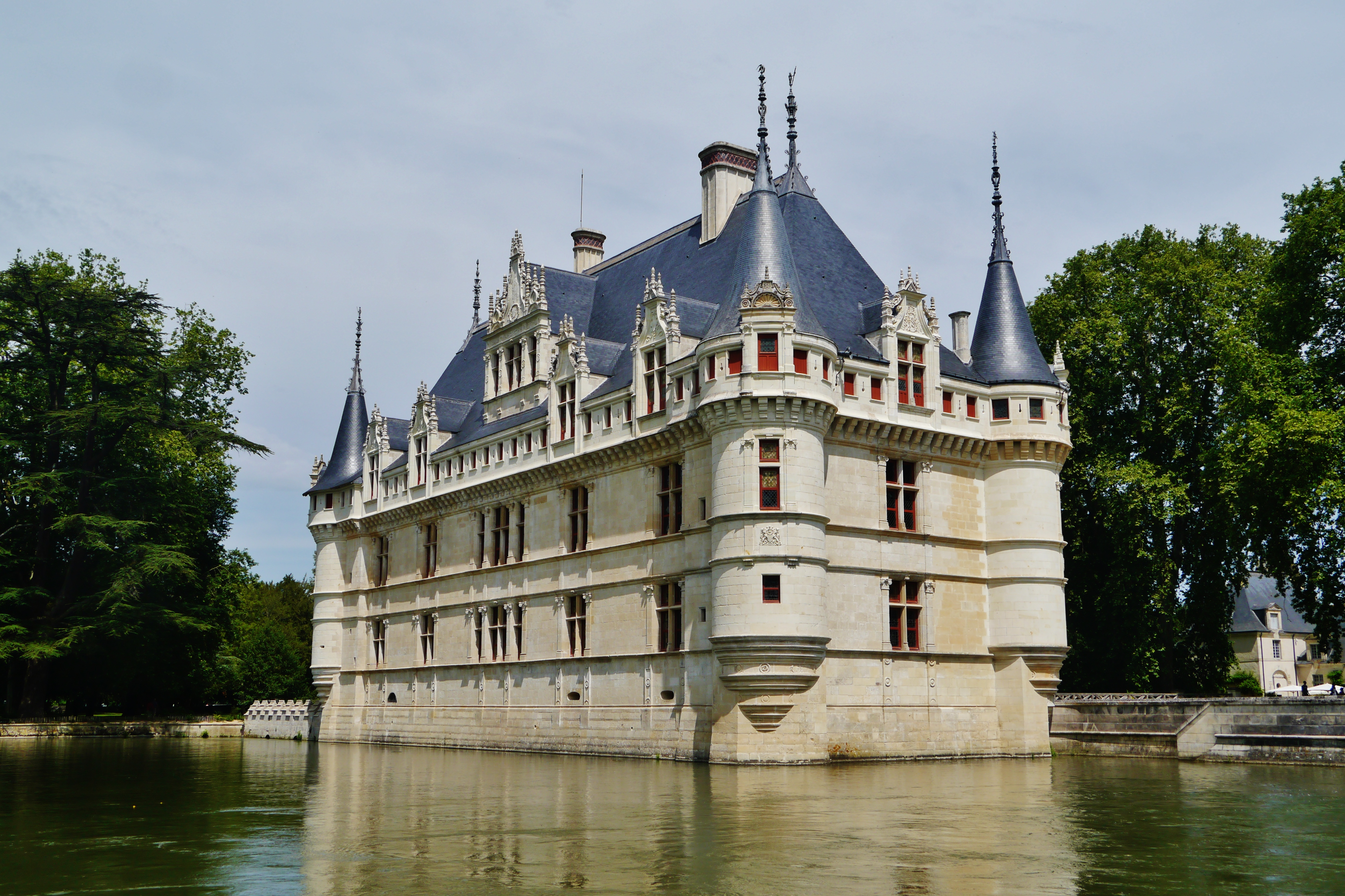
Schloss Azay-le-Rideau

Azay-le-Rideau liegt im Tal der Indre, das Gemeindegebiet ist Bestandteil des Regionalen Naturparks Loire-Anjou-Touraine.

## Geschichte
Wahrscheinlich aus galloromanischer Zeit stammend findet der Ort im 10. Jahrhundert  mit Aziacus seine erste Erwähnung. Gegen Ende des 11. oder zu Beginn des 12. Jahrhunderts  wurde dort unter dem Ritter Ridel d’Azay, einem Feudalherrn, der wegen seiner Grausamkeit einen zweifelhaften Ruf genoss, eine Festung gebaut. Dieser in einem Dokument aus dem Jahr 1119 erstmals erwähnte Seigneur war der Namensgeber der Ortschaft, die seit seiner Herrschaft Azium Ridelli hieß.
Als sich Frankreich im Zweiten Weltkrieg unter deutscher Besatzung befand, leistete die Besatzungsmacht der Prostitution mancherorts offiziell Vorschub, bekämpfte aber die sogenannte Gelegenheitsprostitution. Im März 1941 wurde eine Wirtin in Azay-le-Rideau wegen Zuhälterei von Minderjährigen, die sie zugunsten eines deutschen Militärlagers erbracht hatte, zu drei Monaten Gefängnis verurteilt. Ihr Restaurant-Bordell wurde geschlossen.

## Bevölkerungsentwicklung
Die Einwohnerzahl der Gemeinde Azay-le-Rideau steigt seit den 1960er Jahren kontinuierlich leicht an. Das Wachstum bleibt jedoch hinter dem französischen Durchschnitt zurück. Der in den 1960er Jahren noch relativ hohe Geburtenüberschuss wurde großteils durch eine starke Abwanderung ausgeglichen. Seit Mitte der 1970er Jahre konnte die Gemeinde dann wieder einen geringfügigen Zuzug und zuletzt eine weitgehend ausgeglichene Migrationsbilanz vorweisen.
| Jahr                       | 1962 | 1968 | 1975 | 1982 | 1990 | 1999 | 2006 | 2018 |
| Einwohner                  | 2610 | 2755 | 2749 | 2915 | 3053 | 3100 | 3337 | 3493 |
| Quellen: Cassini und INSEE |      |      |      |      |      |      |      |      |

## Sehenswürdigkeiten

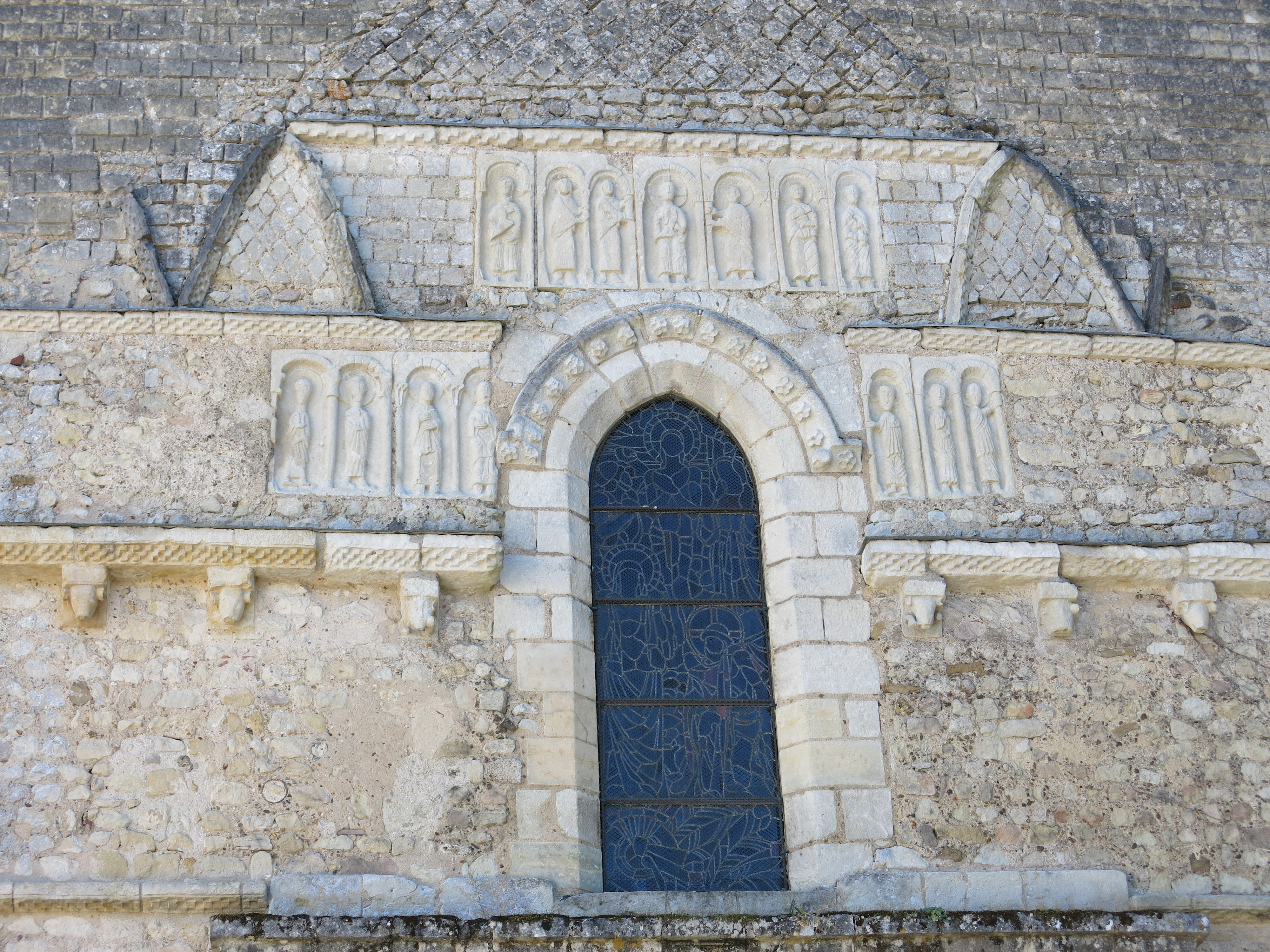
Romanische Skulpturen an der Westseite der Kirche Saint-Symphorien

- Das Schloss Azay-le-Rideau gehört als eine von über 400 Schlossanlagen zu den Schlössern der Loire.
- Das Hauptschiff der als Monument historique eingetragenen Kirche Saint-Symphorien stammt aus dem 11. bis 13. Jahrhundert.
- Das Musée Maurice Dufresne zeigt vor allem landwirtschaftliche Geräte und Maschinen.

## Wirtschaft
Neben Tourismus, vor allem wegen des Schlosses, dominiert Landwirtschaft, darunter vor allem auch Weinanbau unter der Appellation d’Origine Contrôlée Touraine-Azay-le-Rideau.

## Verkehr

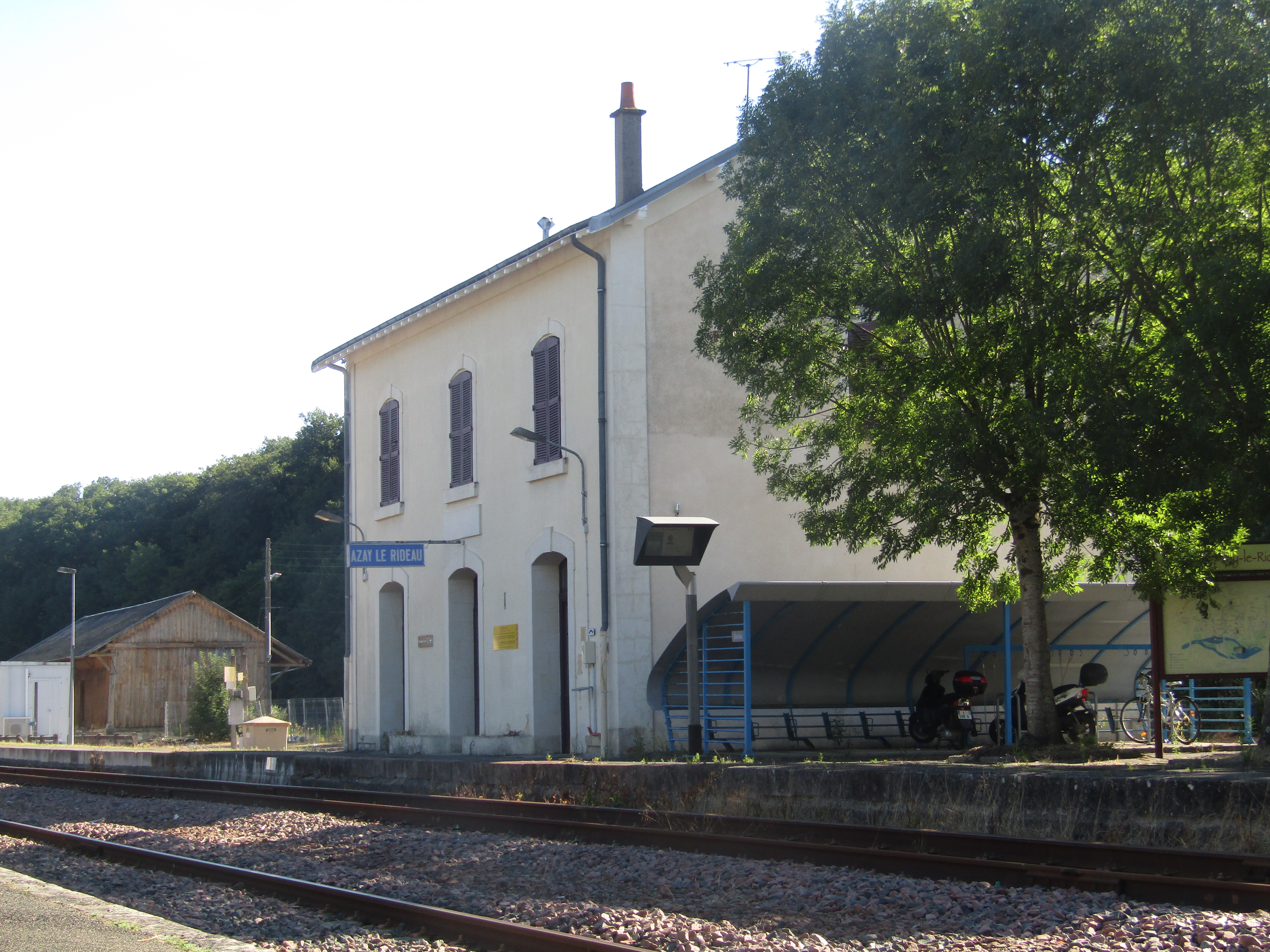
Bahnhof

Azay-le-Rideau hat einen Bahnhof an der Bahnstrecke Les Sables-d’Olonne–Tours, die in diesem Abschnitt am 31. Mai 1875 von der Compagnie des chemins de fer de la Vendée eröffnet wurde. Aktuell wird er von zwischen Tours und Chinon verkehrenden Regionalzügen des TER Centre-Val de Loire bedient.
Durch den Ort führte die Nationalstraße N 757, die 1973 zur Departementsstraße D 757 abgestuft wurde und ihn als Umgehungsstraße mittlerweile nur noch tangiert. In Azay-le-Rideau beginnen zudem die D 39, D 57 und D 84. Nächste Autobahn-Anschlussstelle ist Druye an der A 85.

## Städtepartnerschaften
Azay-le-Rideau ist durch Städtepartnerschaften verbunden mit
- Lasne in der belgischen Provinz Wallonisch-Brabant, seit 1981
- Croston in Lancashire, Großbritannien, seit 1989
- Dubiecko in Polen, seit 2000
- Nisa im Alentejo, Portugal, seit 1991

## Persönlichkeiten
- Der französische Botaniker und Mykologe Edmond Tulasne (1815–1885) wurde in Azay-le-Rideau geboren.
- Die französische Schauspielerin Catherine Jourdan (1948–2011) kam hier zur Welt.